# EC KAC
EC KAC (Klagenfurter Athletiksport Club – pol. Klagenfurcki Klub Sportu Atletycznego) – austriacki klub hokejowy z siedzibą w stolicy landu Karyntia, Klagenfurt am Wörthersee, występujący w rozgrywkach Erste Bank Eishockey Liga. Zespół jest 29-krotnym mistrzem rozgrywek ligi austriackiej, co czyni go rekordzistą w tym kraju. Posiada on także drużynę farmerską grającą w krajowej lidze austriackiej – Eishockey-Nationalliga.

## Informacje ogólne
- Nazwa: EC KAC
- Rok założenia: 1909
- Barwy: czerwono-białe
- Lodowisko: Stadthalle Klagenfurt
- Adres: Messeplatz 3, 9020 Klagenfurt am Wörthersee
- Pojemność: 5200

## Sukcesy
- Złoty medal mistrzostw Austrii (31 razy): 1934, 1935, 1952, 1955, 1960, 1964, 1965, 1966, 1967, 1968, 1969, 1970, 1971, 1972, 1973, 1974, 1976, 1977, 1979, 1980, 1985, 1986, 1987, 1988, 1991, 2000, 2001, 2004, 2009, 2013, 2019
- Finał Pucharu Europy: 1969
- Półfinał Pucharu Europy: 1966, 1967, 1968
- Srebrny medal Alpenligi: 1998
- Złoty medal Interligi: 2000